# خوسيه إسترادا
خوسيه إسترادا (بالإسبانية: José Estrada)‏ هو كاتب سيناريو ومخرج مكسيكي، ولد في 11 أكتوبر 1938 في مدينة مكسيكو في المكسيك، وتوفي في 23 أغسطس 1986.

## وصلات خارجية
- خوسيه إسترادا على موقع IMDb (الإنجليزية)
- خوسيه إسترادا على موقع أول موفي (الإنجليزية)
- خوسيه إسترادا على موقع كينوبويسك (الروسية)